# Grande Prêmio Mundial de Snooker de 2020 – Evento 1
O primeiro World Grand Prix de 2020 (conhecido oficialmente como 2020 Coral World Grand Prix, por conta do patrocínio) foi a 6ª edição do World Grand Prix, um torneio profissional de snooker realizado entre 3 e 9 de fevereiro de 2020 no The Centaur, Cheltenham Racecourse em Cheltenham na Inglaterra. Foi o décimo primeiro evento do ranking da temporada de snooker de 2019–20 e fez parte da Coral Cup.
O australiano Neil Robertson, segundo no ranking mundial (e campeão mundial em 2010), venceu o torneio pela primeira vez, seu 18.º título em provas de ranking da sua carreira, com uma vitória de 10–8 ante o escocês Graeme Dott, 19.º do ranking (e campeão mundial em 2006), na final. Com a conquista, Robertson somou seu terceiro título na temporada de 2019–20 (segundo em eventos do ranking) e superou por fim o inglês Mark Selby: ambos tinham 17 títulos.

## Visão geral

### Local de disputa
O World Grand Prix de 2020 foi um torneio profissional de snooker disputado de 3 a 9 de fevereiro de 2020. O evento foi realizado na Centaur, salão de eventos pertencente à Cheltenham Racecourse (pista de corridas de cavalos), na cidade de Cheltenham no sudoeste da Inglaterra.

### Coral Cupe oRanking
O World Grand Prix de 2020 foi o primeiro de três eventos que fazem parte da Coral Cup, os outros são o Players Championship de 2020 e o Tour Championship de 2020. Foi o décimo primeiro evento do calendário no ranking da temporada de snooker de 2019–20, sendo imediatamente após o German Masters de 2020 e antes do Welsh Open.

### Prêmios
O evento teve uma premiação total de £ 380 000 e o vencedor levou para casa £ 100 000.
| Posição                               | Prêmio                    |
| ------------------------------------- | ------------------------- |
| Campeão                               | 100 000 libras esterlinas |
| Vice-campeão                          | 040 000 libras esterlinas |
| 3–4 (perdedores das semifinais)       | 020 000 libras esterlinas |
| 5–8 (perdedores das quartas de final) | 012 500 libras esterlinas |
| 9–16 (perdedores da Rodada 2)         | 007 500 libras esterlinas |
| 17–32 (perdedores da Rodada 1)        | 005 000 libras esterlinas |
| Maior break                           | 010 000 libras esterlinas |
| Total                                 | 380 000 libras esterlinas |

### Participantes
O World Grand Prix contou com a participação dos 32 jogadores mais bem colocados no ranking da temporada de snooker de 2019–20 até o início do torneio, ou seja, do Riga Masters de 2019 até o German Masters de 2020. A seguir está a lista dos classificados, com suas posições no ranking do evento e no ranking mundial:
| R.E. | R.M. | Jogador            | Pontuação |
| ---- | ---- | ------------------ | --------- |
| 1    | 1    | Judd Trump         | 514 000   |
| 2    | 10   | Shaun Murphy       | 281 000   |
| 3    | 5    | Mark Selby         | 257 500   |
| 4    | 9    | Ding Junhui        | 253 750   |
| 5    | 2    | Neil Robertson     | 164 500   |
| 6    | 7    | Mark Allen         | 146 500   |
| 7    | 20   | Thepchaiya Un-Nooh | 130 500   |
| 8    | 19   | Yan Bingtao        | 128 500   |
| 9    | 6    | John Higgins       | 121 000   |
| 10   | 15   | Stephen Maguire    | 114 500   |
| 11   | 12   | David Gilbert      | 103 500   |
| 12   | 3    | Mark Williams      | 101 250   |
| 13   | 17   | Joe Perry          | 97 500    |
| 14   | 21   | Graeme Dott        | 96 250    |
| 15   | 23   | Zhou Yuelong       | 80 250    |
| 16   | 8    | Kyren Wilson       | 79 500    |

| R.E. | R.M. | Jogador           | Pontuação |
| ---- | ---- | ----------------- | --------- |
| 17   | 13   | Jack Lisowski     | 78 750    |
| 18   | 18   | Gary Wilson       | 75 500    |
| 19   | 42   | Kurt Maflin       | 71 500    |
| 20   | 16   | Ali Carter        | 68 500    |
| 21   | 11   | Barry Hawkins     | 65 250    |
| 22   | 4    | Ronnie O'Sullivan | 64 500    |
| 23   | 25   | Tom Ford          | 60 250    |
| 24   | 14   | Stuart Bingham    | 58 500    |
| 25   | 36   | Zhao Xintong      | 58 250    |
| 26   | 28   | Matthew Selt      | 57 750    |
| 27   | 38   | Liang Wenbo       | 56 000    |
| 28   | 40   | Michael Holt      | 52 000    |
| 29   | 22   | Scott Donaldson   | 51 750    |
| 30   | 27   | Xiao Guodong      | 51 000    |
| 31   | 35   | Matthew Stevens   | 50 750    |
| 32   | 44   | Li Hang           | 50 500    |

Os pontos no ranking refere-se aos valores ganhos em libra esterlina.

## Resultados

### Rodada 1
- Os jogos ocorreram no melhor de 7 frames até um vencer quatro deles (de 4–0 a possíveis 4–3).[7]
- As partidas da primeira rodada do torneio foram disputados de 3 a 5 de fevereiro de 2020.[12][13][14][15]

| Jogo | Jogador 1              | Resultado | Jogador 2              | Ref. |
| ---- | ---------------------- | --------- | ---------------------- | ---- |
| 1    | Judd Trump (1)         | 4–1       | Li Hang (32)           | WST  |
| 2    | Kyren Wilson (16)      | 4–3       | Jack Lisowski (17)     | WST  |
| 3    | John Higgins (9)       | 4–2       | Stuart Bingham (24)    | WST  |
| 4    | Yan Bingtao (8)        | 2–4       | Zhao Xintong (25)      | WST  |
| 5    | Neil Robertson (5)     | 4–3       | Michael Holt (28)      | WST  |
| 6    | Mark Williams (12)     | 4–2       | Barry Hawkins (21)     | WST  |
| 7    | Joe Perry (13)         | 4–2       | Ali Carter (20)        | WST  |
| 8    | Ding Junhui (4)        | 0–4       | Scott Donaldson (29)   | WST  |
| 9    | Mark Selby (3)         | 3–4       | Xiao Guodong (30)      | WST  |
| 10   | Graeme Dott (14)       | 4–1       | Kurt Maflin (19)       | WST  |
| 11   | David Gilbert (11)     | 3–4       | Ronnie O'Sullivan (22) | WST  |
| 12   | Mark Allen (6)         | 2–4       | Liang Wenbo (27)       | WST  |
| 13   | Thepchaiya Un-Nooh (7) | 3–4       | Matthew Selt (26)      | WST  |
| 14   | Stephen Maguire (10)   | 3–4       | Tom Ford (23)          | WST  |
| 15   | Zhou Yuelong (15)      | 1–4       | Gary Wilson (18)       | WST  |
| 16   | Shaun Murphy (2)       | 3–4       | Matthew Stevens (31)   | WST  |

### Rodada 2
- Os jogos ocorreram no melhor de 7 frames até um vencer quatro (de 4–0 a possíveis 4–3).[7]
- As partidas da segunda rodada do torneio foram disputados de 5 a 6 de fevereiro de 2020.[12][13][14][15]

| Jogo | Jogador 1              | Resultado | Jogador 2            | Ref. |
| ---- | ---------------------- | --------- | -------------------- | ---- |
| 17   | Judd Trump (1)         | 3–4       | Kyren Wilson (16)    | WST  |
| 18   | John Higgins (9)       | 4–1       | Zhao Xintong (25)    | WST  |
| 19   | Neil Robertson (5)     | 4–0       | Mark Williams (12)   | WST  |
| 20   | Joe Perry (13)         | 4–2       | Scott Donaldson (29) | WST  |
| 21   | Xiao Guodong (30)      | 0–4       | Graeme Dott (14)     | WST  |
| 22   | Ronnie O'Sullivan (22) | 4–3       | Liang Wenbo (27)     | WST  |
| 23   | Matthew Selt (26)      | 2–4       | Tom Ford (23)        | WST  |
| 24   | Gary Wilson (18)       | 4–1       | Matthew Stevens (31) | WST  |

### Quartas de final
- Os jogos ocorreram no melhor de 9 frames, até um vencer cinco (5–0 a possíveis 5–4).[7]
- As partidas das quartas de final foram disputados de 6 a 7 de fevereiro de 2020.[12][13][14][15]

| Jogo | Jogador 1          | Resultado | Jogador 2              | Ref. |
| ---- | ------------------ | --------- | ---------------------- | ---- |
| 25   | Kyren Wilson (16)  | 5–4       | John Higgins (9)       | WST  |
| 26   | Neil Robertson (5) | 5–1       | Joe Perry (13)         | WST  |
| 27   | Graeme Dott (14)   | 5–3       | Ronnie O'Sullivan (22) | WST  |
| 28   | Tom Ford (23)      | 5–2       | Gary Wilson (18)       | WST  |

### Semifinal
- Os jogos ocorreram no melhor de 11 frames, vence o primeiro a ganhar seis (de 6–0 a possíveis 6–5).[7]
- As partidas das semifinais do torneio foram disputados em 7 e 8 de fevereiro de 2020.[12][13][14][15]

| Jogo | Jogador 1         | Resultado | Jogador 2          | Ref. |
| ---- | ----------------- | --------- | ------------------ | ---- |
| 29   | Kyren Wilson (16) | 4–6       | Neil Robertson (5) | WST  |
| 30   | Graeme Dott (14)  | 6–4       | Tom Ford (23)      | WST  |

### Final
- O jogo ocorreu no melhor de 19 frames, sendo campeão o primeiro a chegar a dez (de 10–0 a possíveis 10–9).[7]
- A partida foi disputada em 9 de fevereiro de 2020.[12][13][14][15]

| Final: Melhor de 19 frames. Árbitro: Leo Scullion The Centaur, Cheltenham Racecourse, Cheltenham, Inglaterra, 9 de fevereiro de 2020. |                       |                            |
| Neil Robertson (5) · Austrália | 10–8                  | Graeme Dott (14) · Escócia |
| Sessão 1: 70–9 (55), 67–69 (Robertson 63), 1–102 (56), 127–0 (127), 68–22, 110–0 (110), 63–21 (58), 41–58 Sessão 2: 32–101 (62), 138–0 (107), 8–88 (88), 142–0 (142), 70–1 (69), 101–0 (101), 43–66, 37–65, 73–77 (Robertson 69), 70–17 Relatório WST |                       |                            |
| 142 | Break máximo          | 88                         |
| 5 | Century breaks (+100) | 0                          |
| 10 | Breaks de +50         | 3                          |

## Centuries breaks
Um total de 33 century breaks foram feitos no evento. O australiano Neil Robertson é o dono do maior deles, um break de 140 pontos, feito em partida contra o inglês Joe Perry, válida pelas quartas de final.
| - 142, 140, 127, 110, 107, 105, 101, 100, 100 Neil Robertson - 138, 100, 100 Judd Trump - 134 Matthew Selt - 132, 129, 120, 102, 100 Ronnie O'Sullivan - 131, 111 Mark Selby - 130 Mark Allen - 129 Kyren Wilson - 129 Li Hang - 122 Michael Holt | - 120, 114 Scott Donaldson - 115 David Gilbert - 107 Thepchaiya Un-Nooh - 106 Joe Perry - 105 Liang Wenbo - 103 Graeme Dott - 103 Zhao Xintong - 101 Xiao Guodong |